# Bassuet
Bassuet település Franciaországban, Marne megyében. Lakosainak száma 239 fő (2022. január 1.). Bassuet Bassu, Changy, Lisse-en-Champagne, Saint-Lumier-en-Champagne, Saint-Quentin-les-Marais, Vavray-le-Grand és Vavray-le-Petit községekkel határos.

## Népesség
A település népességének változása:
| Lakosok száma | 292  | 384  | 391  | 280  | 258  | 254  | 257  | 250  | 247  | 239  |
|               | 1968 | 1982 | 1990 | 2006 | 2013 | 2015 | 2017 | 2019 | 2020 | 2022 |